# ضد التيار (مسلسل)
ضد التيار مسلسل تلفزيوني مصري صدر عام 1997.

## الملخص
يرأس فاروق إدارة أحد الشركات الكبرى والتي كانت مملوكة لأبوه في الماضي قبل التأميم. يحصل فاروق على رشوة مقابل التسهيل لإحدى الشركات الأجنبية في المناقصة وينكشف أمره ويتم القبض عليه ويتم الضغط عليه للاستقالة، ويصبح مطالب برد مبلغ الرشوة للشركة الأجنبية والتي باعت المديونية للمافيا التي تطارد فاروق.

## طاقم التمثيل
- سميرة أحمد
- محمود ياسين
- يوسف شعبان
- بوسي
- جميل راتب
- عزت أبو عوف

## وصلات خارجية
- ضد التيار علي موقع قاعدة بيانات الأفلام العربية